# متیو گودز
متیو گودز (انگلیسی: Matthew Gohdes؛ زادهٔ ۸ مهٔ ۱۹۹۰) ورزشکار هاکی روی چمن اهل استرالیا است.
وی در مسابقات کشوری و بین‌المللی در مجموع برندهٔ ۳ مدال طلا، ۲ مدال برنز شده‌است.